# Makov (kraj pardubicki)
Makov – gmina w Czechach, w powiecie Svitavy, w kraju pardubickim. Według danych z dnia 1 stycznia 2014 liczyła 327 mieszkańców.